# Circuit de Navarra
El Circuit de Navarra és un circuit de curses situat a prop de Los Arcos (basc: Urantzia), Navarra, que es va inaugurar el 2010. Amb una longitud de 4,313 km, ha acollit curses de la Superleague Formula i del Campionat del Món FIA GT1.

## Història

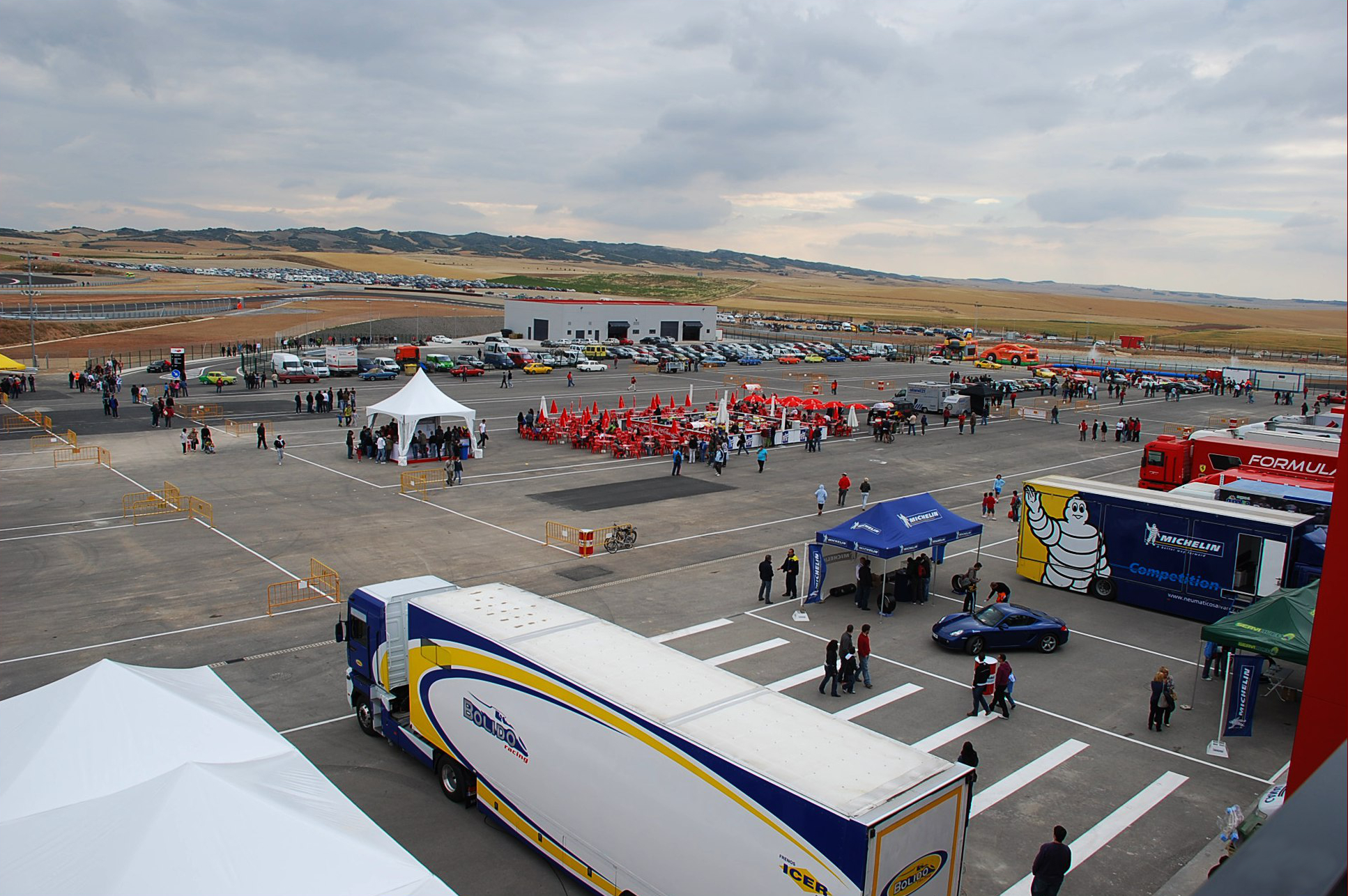
El pàdoc el dia de la inauguració

El circuit es va inaugurar el 19 de juny de 2010 amb la presentació de la motocicleta Inmotec de MotoGP. El 31 de juliol s'hi va fer la primera cursa de rang estatal. Del 2 al 4 de maig del 2014 va ser la seu del segon cap de setmana de l'Acceleration 2014, una sèrie de festivals que combinaven curses de cotxes i motocicletes de gamma alta amb música i entreteniment.
El 2016, el circuit de Los Arcos va ser el centre neuràlgic de la 91a edició dels Sis Dies Internacionals d'Enduro (ISDE), així com de la primera del Trofeu FIM d'Enduro Vintage. El circuit ha acollit també esdeveniments de ciclisme, concretament de la Volta ciclista a Espanya: el 2017 s'hi va situar la sortida de la setzena etapa i el 2019 la de la dotzena etapa.
El 2018, el circuit va ser la seu de la primera de les dues rondes espanyoles de les 24H Series (l'altra ronda es va disputar al Circuit de Catalunya). El 9 de març del 2021 es va anunciar que el circuit acolliria una ronda del Campionat del Món de Superbike el cap de setmana del 20 al 22 d'agost.

### Canvi de propietat
El 30 de setembre del 2022 es va anunciar que MSV havia guanyat la licitació per a l'adquisició del Circuit de Navarra a partir del novembre de 2022. Com a part de l'acord, MSV va repavimentar el circuit i va completar el programa del calendari del circuit per al 2023, a més d'assumir el manteniment de la gestió actual del circuit. El març del 2023, el circuit va acollir la sessió oficial de proves del Campionat britànic de Superbike i a l'abril del 2024 n'havia d'acollir la primera cursa de la temporada.
El 29 de gener de 2024 es va anunciar que el circuit s'havia de renovar, repavimentar i ampliar en dues fases, la primera de les quals entre gener i març per a la repavimentació i realineació del revolt 6, mentre que la segona es va fer entre juliol i setembre per a ampliar la longitud del circuit fins a 4,313 km.

## Historial del traçat

Traçat principal original (juny 2010–gener 2024)
Traçat principal actual (setembre 2024-actualitat)